# Crush-Niere
Als Crush-Niere oder seltener auch als myorenales Syndrom wird in der Medizin eine akute Niereninsuffizienz infolge eines Zerfalls von größeren Muskelmassen bezeichnet.
Der Muskelzerfall kann als Crush-Syndrom durch äußere Einflüsse als Folge einer Verletzung oder Quetschung großer Muskelanteile entstehen, oft bei Verbrennungs-, Erdbeben- und Verschüttungsopfern. Er kann auch als Rhabdomyolyse aus innerer Ursache auftreten, z. B. als unerwünschte Arzneimittelwirkung, durch Schlangengift, bei maligner Hyperthermie, bei einer Kohlenstoffmonoxidvergiftung und nach Elektrounfällen.
Die bei der Crush-Niere komplizierende Niereninsuffizienz wurde lange als Folge einer „Verstopfung“ der Nierentubuli durch Produkte des Muskelzerfalls, hauptsächlich durch Myoglobin, angesehen. Heute geht man davon aus, dass die akute Funktionsstörung der Tubuli (Tubulopathie) durch ein komplexes Schockgeschehen verursacht wird, an dem saure Stoffwechselprodukte (Azidose), ein Sauerstoffmangel des Nierengewebes, aus dem Gewebe freigesetztes Kalium und adrenerge Kompensationsmechanismen sowie bestimmte Proteine einen Anteil haben.

## Therapie
Bessert sich die klinische Situation nicht, so ist es sinnvoll, zusätzliche Flüssigkeit zu geben sowie die Konzentration der Elektrolyte im Blut zu bestimmen und diese gegebenenfalls zu substituieren. Weiterhin hilft Mannitol dabei, die extrazelluläre Flüssigkeit in das Blut zu mobilisieren, und das Alkalisieren des Blutes sorgt dafür, dass sich das Myoglobin besser im Blut und somit später im Urin löst.
Schon bei frühen Anzeichen von Komplikationen sollte die Möglichkeit erwogen werden, Nierenersatzverfahren bereitzustellen.